# Tetisheri
Tetisheri (fl. XVI secolo a.C.) è stata una regina egizia verso la fine della XVII dinastia.
Di sangue non reale, questa regina rivestì un ruolo importante nella lotta intrapresa dai prìncipi tebani della XVII dinastia allo scopo di liberarsi dal dominio hyksos.
|             |   |     |
| \| \| \| \| |   |     |
|             |   |     |
| t · t       | i | A17 |

| t · t | i | A17 |

|             |   |     |
| \| \| \| \| |   |     |
|             |   |     |
| t · t       | i | A17 |

| t · t | i | A17 |

## Biografia
Tra le notizie più attendibili che si hanno di Tetisheri, queste provengono da una stele scoperta da Flinders Petrie ad Abido. Il testo riferisce le intenzioni che Ahmose I, primo faraone della XVIII dinastia (ca. 1550 a.C. - 1525 a.C.), manifesta alla sua sposa Ahmose Nefertari, seduta accanto a lui, riguardo alle onoranze che vorrebbe rendere ai proprio avi: 

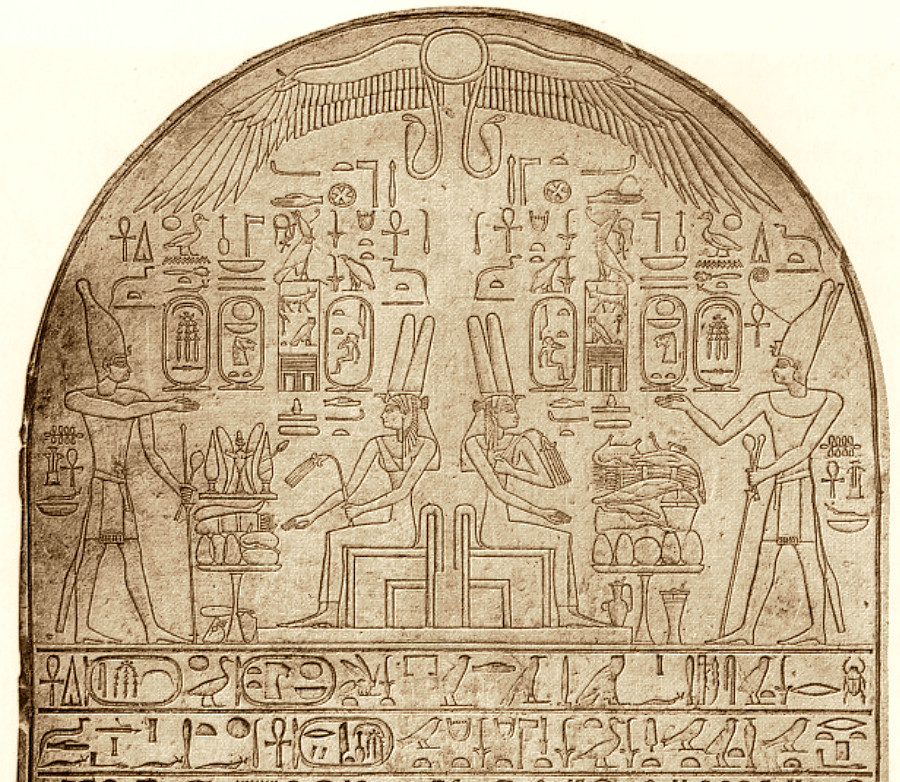
Stele della regina Tetisheri, in cui re Ahmose I compare nell'atto di onorare l'ava. Museo egizio del Cairo.

Dunque, tale prezioso documento conferma che Tetisheri fu la sposa di Senekhtenra Ahmose, madre di Ahhotep e di Seqenenra Ta'o (era consuetudine nelle famiglie reali sposarsi tra fratelli), i quali furono genitori di Ahmose.
Il figlio di Tetisheri, re Seqenenra Ta'o "Il Valoroso", si rese protagonista di una grande azione militare contro gli Hyksos, iniziando le campagne per la cacciata degli invasori dall'Egitto. Il sovrano partì con l'esercito e la madre assunse un ruolo chiave nel mantenere l'ordine all'interno della corte di Tebe. La regina diventò il prototipo delle sovrane egizie dell'epoca, forti e con ruoli chiave nel mantenimento della gerarchia di potere all'interno del Paese. Fu anche la prima regina egizia ad essere rappresentata con il copricapo ad avvoltoio.
Il ruolo di guida e punto fermo dell'ordine costituito rivestito da Tetisheri divenne ancora più importante quando il figlio rimase ucciso in uno scontro armato. Il trono passò a Kamose, probabilmente fratello del re ucciso in battaglia, e quando questi morì a sua volta un'altra regina forte, Ahhotep I, dovette reggere il governo per 10 anni fino alla raggiunta maggiore età del figlio Ahmose I, il re che eliminò completamente gli Hyksos dalla Valle del Nilo.
Ad Abido il faraone Ahmose fece erigere un cenotafio dedicato alla nonna Tetisheri. Secondo le ipotesi archeologiche dell'egittologa americana Elizabeth Thomas, la tomba KV41 nella Valle dei Re sarebbe stata scavata proprio per la grande regina. La sepoltura non è mai stata utilizzata e consiste in un solo ambiente.
La piccola statua rappresentante Tetisheri fu acquistata da Wallis Budge nel 1890 per il British Museum ma accurati studi hanno accertato che si tratta di un reperto realizzato nel XIX secolo.